# Ecolog

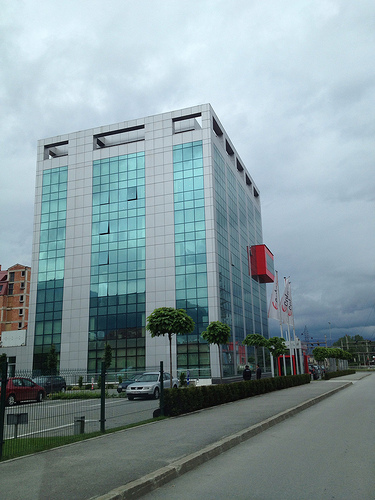
Der Firmensitz der Ecolog in Tetovo, Nordmazedonien.

Ecolog International ist ein Militärdienstleister mit Hauptsitz in Dubai, die deutsche Niederlassung hat ihren Sitz in Düsseldorf. Bekannt wurde das Unternehmen unter anderem für die Versorgung von Truppen der ISAF in Afghanistan und der „Koalition der Willigen“ im Irak.

## Geschichte
Der Unternehmensgründer Nazif Destani wuchs im Rheinland auf, sein Vater Lazim Destani sorgte bis zum Bosnienkrieg gewerblich für den Transport jugoslawischer Gastarbeiter von und nach Deutschland. 1998 erfuhr Nazif Destani in der Kosovo-Hauptstadt Priština von den Problemen der Bundeswehr beim Waschen der Soldaten-Wäsche und gründete Ecolog zunächst für diese Aufgabe. „Bei Toiletten- und Wäscheservice gilt Ecolog als Marktführer mit 131 Millionen Euro Umsatz 2005, 55 Prozent mehr als im Vorjahr.“ Mit über 13 Millionen US-Dollar lag der Anteil der Bundeswehr an diesen Einnahmen um 10 Prozent. Im Jahr 2010 sind im Haushalt des Bundesverteidigungsministeriums 50 Millionen Euro für Aufträge an Ecolog vorgesehen.
Ecolog International erweiterte sein Tätigkeitsfeld und den Umfang der angebotenen Dienstleistungen seit der Unternehmensgründung durch Destani: Neben der Versorgung von Truppeneinsätzen etwa von KFOR und ISAF stehen inzwischen Öl-, Gas- und Minengeschäfte sowie Dienstleistungsangebote im Logistikbereich, bei Konstruktion und technischer Planung. Ecolog wirbt mit dem Werbeslogan: „We care for your needs!“
Seit 2005 hat Ecolog International Deutschland GmbH seinen Sitz in Düsseldorf, wo zuvor bereits Nazif Destanis GIED GmbH ansässig war, die sich mit der „Errichtung und den Betrieb von Bildungszentren in ehemaligen Kriegs- und Krisengebieten“, insbesondere in Mazedonien, befasste.

## Unternehmensstruktur

### Management und Mitarbeiter
Nach Unternehmensangaben arbeiten im Jahr 2014 rund 12.000 Mitarbeiter weltweit für Ecolog International. Laut Berichten der Wirtschaftswoche stellten im Jahr 2006 Mazedonier, vornehmlich aus der Gegend um Tetovo, aus der auch die Gründer-Familie Destani stamme, 90 % der Mitarbeiter. Die deutsche Ecolog International GmbH beschäftigte zu dieser Zeit lediglich zwei bis drei Dutzend Angestellte. Seit 31. August 2020 sind Stefan Liebing und Fisnik Demiri zu Geschäftsführern der Ecolog Deutschland GmbH bestellt.

### Niederlassungen
Unter Berufung auf „Angaben eines Insiders der Firmen-Geschäfte“ berichtete die Frankfurter Rundschau im Jahr 2006, dass die verschiedenen zu Ecolog gehörenden Unternehmen juristisch nicht miteinander verbunden seien. Durch diese „komplizierte Verflechtung“ sollten „größere Steuerzahlungen in Deutschland“ vermieden werden, da der damalige Vorstand Wachowitz „sein Unternehmen unter anderem steueroptimiert“ führe und „das Ecolog-Firmengeflecht als einen ‚Zusammenschluss mehrerer Unternehmen [betrachte], die zusammenwirken, um eine einzige Dienstleistung vor Ort zu erbringen.‘“
Im Jahr 2014 besteht Ecolog International aus mehreren unabhängigen Niederlassungen weltweit: Neben dem Hauptsitz in Dubai bestehen Unternehmens-Depandancen in neun weiteren Ländern: Ecolog Inc. in den Vereinigten Staaten, Ecolog International Deutschland GmbH, Ecolog DOOEL in Mazedonien, Ecolog Enternasyonel Servis ve Hizmet Çözümleri Ticaret ve Limited Sirketi in der Türkei, Ecolog Consulting in China, APK ISS Ecolog Eurasia LLC in Russland, Ecolog International Iraq, Ecolog International Afghanistan, sowie APK Integrated Service Solution in der Mongolei.
Ecolog ist Mitglied verschiedener Lobbyorganisationen der Rüstungsindustrie, darunter die German Defence Technology Group, der Förderkreis Deutsches Heer, die Association of the United States Army, die International Peace Operations Association und das Corporate Council on Africa. Auf verschiedenen internationalen Rüstungs- und Sicherheitskonferenzen präsentiert sich Ecolog, unter anderem als „Goldsponsor“, setzt sich für die „Auslagerung von vormals von Militärkräften selbst erbrachten Logistikleistungen an Private“ ein und vertritt das Konzept des Public Private Partnership im Militärbereich. Ecolog betrachtet sich selbst als Vorreiter „in der Entwicklung und dem Ausbau der Privatisierung von militärischen Unterstützungsaufgaben.“
Während die „Gruppe verbundener und assoziierter Unternehmen“ in der deutschen Öffentlichkeit bis 2009 fast unbekannt war, ist Ecolog für in Afghanistan oder im Kosovo eingesetzte Bundeswehrsoldaten hingegen ein fester Begriff, da das Unternehmen in den dortigen Feldlagern Dienstleistungen wie Müllbeseitigung, Abwasserentsorgung und die Reinigung der Schmutzwäsche erledigt.

## Unternehmensportfolio

### Geschäftsfelder

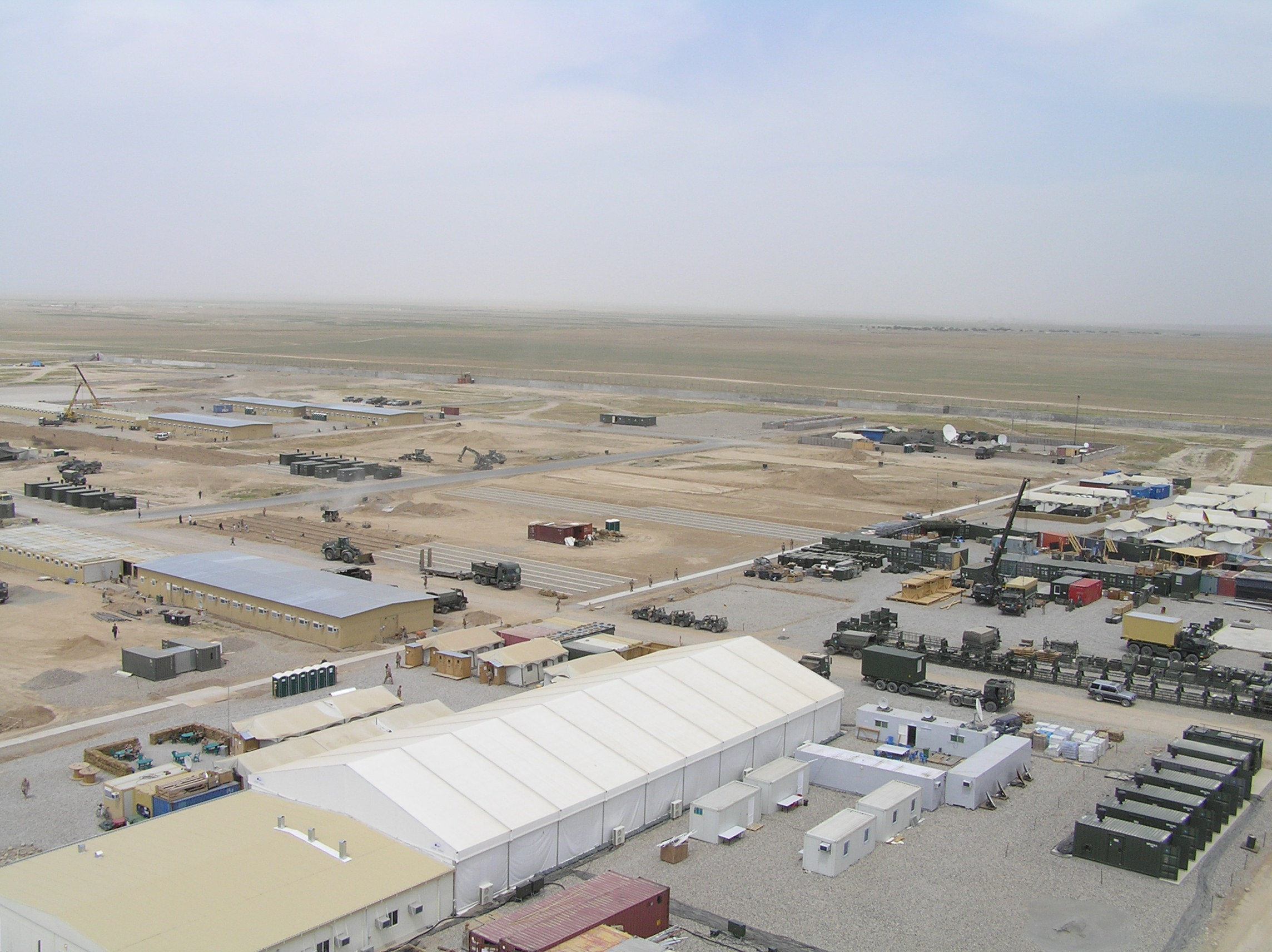
Camp Marmal nahe Masar-e Scharif in Nord-Afghanistan, ein großer Ecolog-Einsatzort, Mai 2006.

Nach eigenen Angaben ist das Unternehmen in den Bereichen Flugdienst, Logistik, Catering, Treibstoff, Container, Hoch- und Tiefbau, Telekommunikation, Reinigung, Wäscherei, Mobiltoiletten, Wasser- und Energieversorgung sowie Abfallentsorgung tätig, was es zusammenfassend als „mobile Infrastrukturleistungen“ bezeichnet.
Als Haupttätigkeiten in Afghanistan gelten Wäscherei, Treibstofflieferung und Müllentsorgung der ISAF-Truppen. Anfang 2007 reinigte beispielsweise die Ecolog-Station in Masar-e Scharif mit 40 Waschmaschinen und drei Großwaschmaschinen rund 700 Beutel mit Schmutzwäsche täglich.

### Kunden
Zu den Kunden von Ecolog International zählen nach eigenen Angaben im Irak amerikanische, britische und italienische Streitkräfte, sowie der wichtige amerikanische Militärdienstleister KBR, der etwa 2008 Verträge mit einem Volumen von rund sechs Milliarden US-Dollar mit der US-Bundesregierung schloss und Ecolog als Subunternehmer mit Teilen davon betraute. In Afghanistan ist Ecolog außer für diese Kunden auch für die ISAF-Soldaten der deutschen Bundeswehr und das Projektbüro der Deutschen Polizei (→ Auslandseinsätze der deutschen Polizei), sowie für die Gesellschaft für Technische Zusammenarbeit (GTZ), die Deutsche Botschaft und die Deutsche Entwicklungsbank tätig. Ebenso zählen oder zählten in Afghanistan das NATO-Hauptquartier und die verbündeten belgischen, bulgarischen, estnischen, finnischen, französischen, kroatischen, norwegischen, schwedischen, spanischen und türkischen Streitkräfte zu den Ecolog-Kunden, außerdem die Kanadische und die US-amerikanische Botschaft.

## Kritik und Kontroversen

### Entführte und getötete Mitarbeiter
Im Irak wurden 2004 vier für ein Ecolog-Subunternehmen arbeitende Wäscherinnen erschossen. Drei mazedonische Bauarbeiter wurden dort im selben Jahr entführt und getötet. 2005 wurden im Irak vier Mitarbeiter nach Lösegeldzahlungen durch Ecolog freigelassen, weitere entführte Mazedonier sollen freigelassen worden sein, nachdem die Entführer feststellten, dass es sich um Muslime handelte. Im Februar 2006 ließen Entführer zwei Ecolog-Angestellte nach Zahlung von angeblich einer Million US-Dollar Lösegeld frei. In Afghanistan, wo damals rund 80 Prozent der Ecolog-Mitarbeiter tätig waren, wurden am 11. März 2006 vier mazedonische Ecolog-Mitarbeiter entführt und getötet, darunter ein Onkel von Nazif Destani. Gleichzeitig wurden vier afghanische Ecolog-Mitarbeiter wieder freigelassen. Beim Transport der Leichen starben neun afghanische Polizisten durch eine Landmine.
Ecolog zahlt keine Gefahrenzulagen, da in ihrem Geschäftsfeld jeder Einsatz gefährlich sei.

### Vorwurf der Qualitätsmängel
Nach Recherchen der Frankfurter Rundschau und der Wirtschaftswoche wurde 2010 scharfe Kritik an der Qualität der Ecolog-Dienstleistungen laut:
Es habe „2006 und 2007 gravierende Probleme mit Ecolog-Dienstleistungen“ gegeben, berichteten die Zeitungen unter Berufung auf das Verteidigungsministerium. So habe Tarnkleidung nach mehrmaligem Waschen durch Ecolog einen „rosa Stich“ bekommen und sei mit Nachtsichtgeräten zu gut zu sehen gewesen, weil sie „von der Fa. Ecolog mit Waschmitteln gereinigt wurden, die optische Aufheller und Oxidantien“ enthielten. Daraufhin änderte die Bundeswehr die entsprechenden Ecolog-Verträge. Das Verteidigungsministerium schreibt dem Unternehmen seit 2009 „die Verwendung eines bestimmten Markenwaschmittels“ vor. Auch Diesel-Lieferungen bereiteten Probleme, da sie bereits bei leichtem Frost ausflockten. Um dies zu verhindern habe die Bundeswehr „konkrete vertragliche Vereinbarungen und entsprechende Beprobungen bei Anlieferung“ eingeführt. Ecolog setze inzwischen ein eigenes mobiles Prüflabor ein, um sicherzustellen, dass der Treibstoff mit den nötigen Zusatzstoffen versehen sei. Außerdem seien die Abwässer, die Ecolog „in Afghanistan nach europäischen Standards“ zu entsorgen versprach, 2006 „ein paar Kilometer vor dem Lager“ auf Felder verrieselt. Die Aufbereitungsanlage „entsprach nicht dem Stand der Technik und gab Anlass zu Zweifeln an einer effektiven Abwasserbehandlung“, wusste das Verteidigungsministerium seit 2007, als die Bundeswehr die Abwasserentsorgungs-Verträge kündigte, neu ausschrieb, und wieder an Ecolog vergab.
Ecolog-Vorstand Wachowitz sprach in Bezug auf die Qualitätsmängel von „Leistungsstörungen“, deren Auftreten an sich „nichts Ungewöhnliches“ sei.
Die Bundesregierung berichtete im April 2010, eine Überprüfung der Mängel von Ecolog-Leistungen beim Waschen von Tarnkleidung und bei der Lieferung von Diesel hätten „keine Erkenntnisse zu einer Beeinträchtigung der Sicherheit eingesetzter Soldatinnen und Soldaten“ ergeben. Die Mängel seien zudem nach ihrer Aufdeckung abgestellt worden. Bekannt seien der Bundesregierung zudem Mängel der Entsorgungsleistungen von Ecolog in Afghanistan 2008: „So wurden Abwasser und Hausmüll nicht umweltgerecht beseitigt, (Speise-)Abfall unzureichend verbrannt und Altöl unsachgemäß gelagert. Zudem waren bisweilen einzelne Mengenangaben und Abrechnungen bezüglich der Entsorgungsleistungen nicht transparent bzw. nicht korrekt, was durch ein intensiviertes Vertragsmanagement der Bundeswehr weitestgehend abgestellt wurde.“ Die Berliner Arbeitsstelle Frieden und Abrüstung beurteilte in ihrer Informationsplattform Bundeswehr-Monitoring die Angaben der Bundesregierung als weitgehende Bestätigung der Medienberichte über Freihändige Vergaben und sicherheitsrelevante Pannen.

### Debatte um Militär-Outsourcing
Von der Fixierung auf Ecolog löste sich die Debatte durch den allgemeineren Blick auf „Probleme, die entstehen können, wenn das Militär Serviceleistungen bei privaten Firmen einkauft.“ „Militär-Outsourcing“, das in den Vereinigten Staaten in größerem Umfang betrieben wird als in Deutschland, wurde zum Gegenstand einer öffentlichen Diskussion. Einerseits könne es die Kosten im Verteidigungsetat reduzieren: Die Einsparungen der US-Armee durch Outsourcing betrügen etwa allein „rund zwölf Milliarden Dollar an Rentenzahlungen“. Auch Ecolog hatte in der Vergangenheit mehrfach die Vorteile der „Auslagerung von Versorgungsleistungen, die früher von den Streitkräften selbst wahrgenommen wurden, an Privatunternehmen“ hervorgehoben. So betonte der damalige Ecolog-Vorstand Horsmann 2006 auf einer Konferenz vor „300 Führungskräften der Bundeswehr […] die Vorteile des unternehmerischen Risikos, die ein privates Unternehmen gegenüber der Kameralistik des Staates wirtschaftlich nutzen könne. Insbesondere bei der Beschaffung und in Personalfragen habe die Wirtschaft die Chance, eine Menge zu leisten.“
Andererseits könnten neue, schwer kontrollierbare Kosten entstehen, unter anderem, weil Wettbewerbsbedingungen in diesem Sektor nicht vorherrschten, da „nur ein oder wenige Unternehmen […] passende Dienste“ anbieten. In Deutschland verbiete zudem das Grundgesetz das Outsourcing hoheitlicher Aufgaben und schränke so dessen Möglichkeiten ein. Der Verband der Beamten der Bundeswehr (VBB) kritisierte die wachsende Tendenz zur „Privatisierung von Dienstleistungen, die nicht zum Kerngeschäft gehören.“ Während der VBB bei gleicher Wirtschaftlichkeit der Verwaltung den Vorzug gibt, forderte Ecolog, staatliche Verwaltung nur dann einzusetzen, wenn sie „eindeutig günstiger oder tatsächlich zwingend ist“. Der verteidigungspolitische Sprecher von Bündnis 90/Die Grünen Omid Nouripour warnte vor zu viel Outsourcing bei der Bundeswehr. Auch mangelnde Transparenz beim Outsourcing von militärischer Logistik wurde kritisiert: Mit der Ecolog-Debatte gerate „eine Branche ins Licht, die sich bisher im Dunklen sehr wohl gefühlt hat.“ Das Verteidigungsministerium unter Karl-Theodor zu Guttenberg (CSU) strebte zwar eine Erhöhung des Auftragsvergabe-Volumens an Privatunternehmen an, hatte andererseits aber eine Prüfung aller derartigen Ausgaben angekündigt.

### Kritik an COVID-19-Testzentren und Vergabepraxis
Während der COVID-19-Pandemie trat Ecolog als Betreiber von Testzentren auf. Wegen einer Panne in der IT von Ecolog verzögerte sich die Auswertung von COVID-19-Tests bei Urlaubsrückreisenden in Bayern im Sommer 2020 erheblich. Das Unternehmen war deshalb kritisiert worden. Betroffen waren nach einem Bericht des Bayerischen Rundfunks etwa 10.000 Urlauber, denen zugesagt worden war, sie würden das Testergebnis 48 Stunden nach dem Abstrich erhalten. Aufgrund dieser Panne wurde der langjährige Leiter des Bayerischen Landesamtes für Gesundheit und Lebensmittelsicherheit Andreas Zapf von seinem Posten abberufen und ins Gesundheitsministerium versetzt. Außerdem wurde gegenüber Ecolog laut dem Bayerischen Rundfunk der Vorwurf geäußert, in den Testzentren „ungelerntes Personal einsetzen und zu wenig schulen“. Nach Angabe von Nordbayern gab es zudem in der Vergangenheit „immer wieder Kritik an der Vergabepraxis an Ecolog. Medien prangerten bereits mehrmals eine ‚freihändige‘ Vergabe ohne Ausschreibung an.“
Trotz der vorhergegangenen Panne in Bayern, erhielt das Unternehmen zum Ende des Jahres 2020 vom Landkreis Offenbach den Zuschlag für die Einrichtung und den Betrieb des COVID-19-Impfzentrums für den Landkreis in der Stadt Heusenstamm.